# Cao Bằng
Cao Bằng è una città del Vietnam, capitale e centro abitato più popoloso della provincia omonima. Si trova sulle rive del fiume Bằng Giang a circa 30 chilometri dal confine di stato con la Cina.